# Wolfgang Pehnt

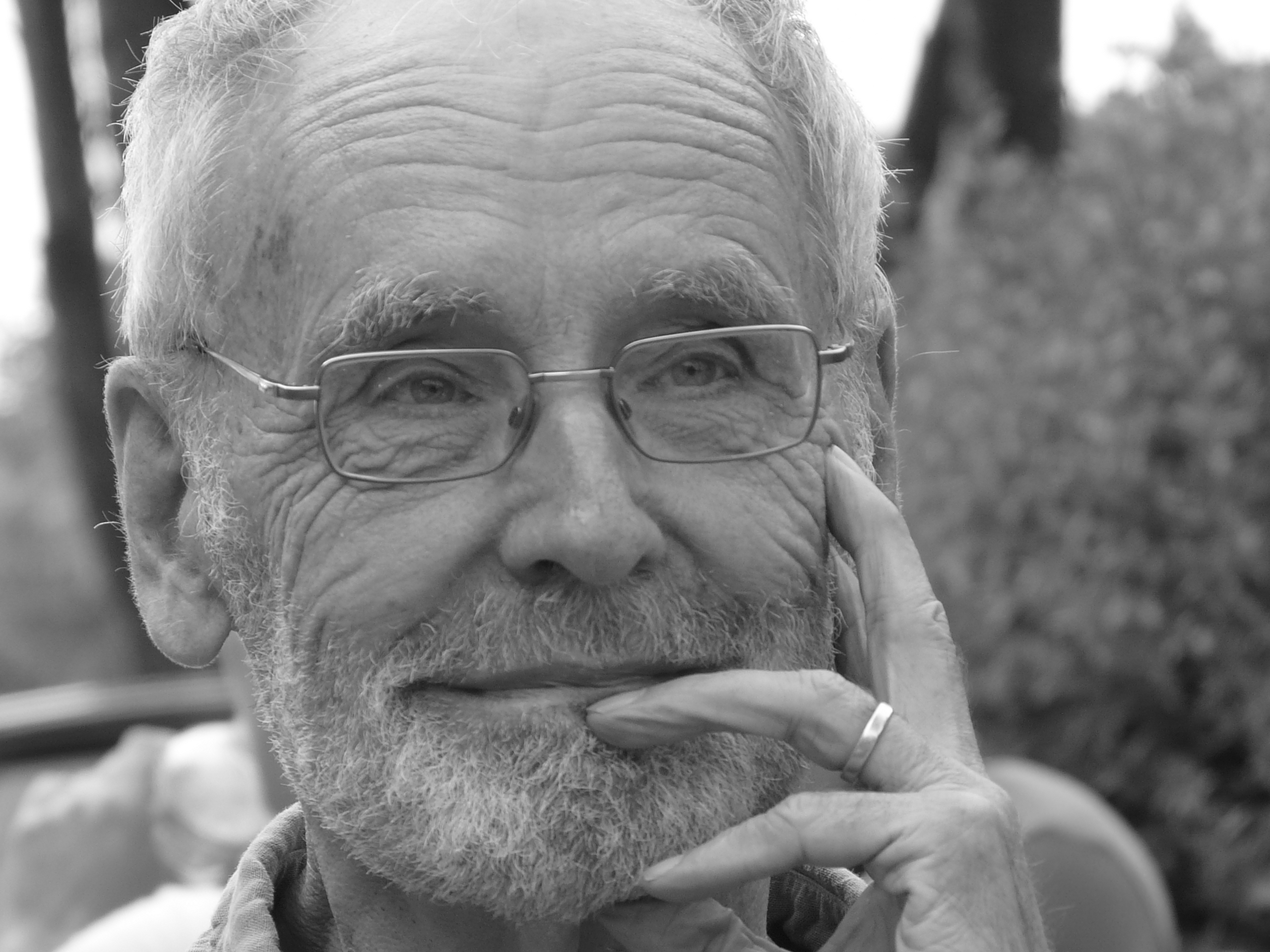
Wolfgang Pehnt (2016)

Wolfgang Pehnt (* 3. September 1931 in Kassel; † 15. Oktober 2023 in Heidelberg) war ein deutscher Architekturhistoriker, Architekturkritiker und Hochschullehrer.

## Leben
Wolfgang Pehnt studierte Germanistik, Kunstgeschichte und Philosophie an der Philipps-Universität Marburg, Ludwig-Maximilians-Universität München und der Johann-Wolfgang-Goethe-Universität Frankfurt am Main. 1956 wurde er in Frankfurt mit der Arbeit Zeiterlebnis und Zeitdeutung in Goethes Lyrik zum Dr. phil. promoviert.
Er arbeitete zu Beginn seiner beruflichen Laufbahn u. a. als Lektor beim Verlag Gerd Hatje (heute: Hatje Cantz Verlag) in Stuttgart. Von 1963 bis 1995 war er Redakteur und Leiter der Abteilung Literatur und Kunst beim Deutschlandfunk. 1995 zeichnete ihn das Land Nordrhein-Westfalen mit einer Titularprofessur aus; in der Folge lehrte er bis 2009 am Kunstgeschichtlichen Institut der Ruhr-Universität Bochum.
Pehnt war Mitglied der Nordrhein-Westfälischen Akademie der Wissenschaften und der Künste, der Akademie der Künste Berlin, der Bayerischen Akademie der Schönen Künste München, Ehrenmitglied des Deutschen Werkbunds Nordrhein-Westfalen und der Gesellschaft der Freunde des Deutschen Architekturmuseums. 
Wolfgang Pehnt starb am 15. Oktober 2023 im Alter von 92 Jahren. Er lebte in Köln-Weiden und war verheiratet mit Antje Pehnt (†), geb. Dahl; aus der Ehe stammen die Kinder Annette und Martin Pehnt.

## Wirken
Pehnt arbeitete zur Architekturgeschichte des 19. und 20. Jahrhunderts. Als Hauptwerke gelten die Bücher Die Architektur des Expressionismus (1973, dritte Auflage 1998) und Deutsche Architektur seit 1900 (2005, 2006). Neben zahlreichen anderen Publikationen verfasste er Monographien über die Architekten Gottfried Böhm, Hans Poelzig, Rudolf Schwarz und Karljosef Schattner. Pehnt war 1997/1998 – gemeinsam mit Maria Schwarz und Hilde Strohl – Kurator der Ausstellungen über Rudolf Schwarz im Museum für Angewandte Kunst in Köln und in der Berliner Akademie der Künste. Außerdem kuratierte er 2007/2008 gemeinsam mit Matthias Schirren die Ausstellungen über Hans Poelzig in der Akademie der Künste und im Deutschen Architekturmuseum in Frankfurt am Main.

## Ehrungen und Auszeichnungen
Pehnt erhielt verschiedene Preise für Architekturkritik und Theorie, u. a.: Verband Deutscher Architekten- und Ingenieurvereine (DAI), Bund Deutscher Architekten BDA, Erich-Schelling-Stiftung, Fritz-Schumacher-Preis, Verband Deutscher Kritiker, Deutscher Preis für Denkmalschutz (Journalistenpreis 1979), Karl-Friedrich-Schinkel-Ring (2009).
2014 verlieh die Universität Kassel Pehnt die Ehrendoktorwürde.

## Schriften (Auswahl)
- Zeiterlebnis und Zeitdeutung in Goethes Lyrik. Max Niemeyer Verlag, Tübingen 1957.
- Neue deutsche Architektur 3. Gerd Hatje Verlag, Stuttgart 1970, ISBN 3-7757-0001-3.
- Die Architektur des Expressionismus. Gerd Hatje Verlag, Stuttgart 1973, ISBN 3-7757-0027-7; 3. Auflage, Hatje Cantz, Ostfildern 1998, ISBN 3-7757-0668-2.
- Die Stadt in der Bundesrepublik Deutschland: Lebensbedingungen, Aufgaben, Planung. Hrsg. von Wolfgang Pehnt. Reclam-Verlag, Stuttgart 1974, ISBN 978-3-15-010231-2.
- Der Anfang der Bescheidenheit. Kritische Aufsätze zur Architektur des 20. Jahrhunderts. Prestel Verlag, München 1983, ISBN 3-7913-0627-8.
- Das Ende der Zuversicht. Architektur in diesem Jahrhundert. Ideen – Bauten – Dokumente. Siedler Verlag, Berlin 1983, ISBN 3-88680-086-5.
- Die Erfindung der Geschichte. Aufsätze und Gespräche zur Architektur unseres Jahrhunderts. Prestel Verlag, München 1989, ISBN 3-7913-0839-4.
- Deutsche Architektur seit 1900. Deutsche Verlags-Anstalt, München 2005, ISBN 3-421-03438-9.
- (zusammen mit Engelbert Lütke Daldrup und Michael Mönninger): Architektur der Demokratie. Bauten des Bundes 1990–2010. Eine Bilanz des baukulturellen Engagements des Bundes im wiedervereinigten Deutschland. Hatje Cantz, Ostfildern 2009, ISBN 978-3-7757-2345-9.
- Die Plangestalt des Ganzen. Der Architekt und Stadtplaner Rudolf Schwarz (1897–1961) und seine Zeitgenossen. Verlag der Buchhandlung König, Köln 2011, ISBN 978-3-86560-969-4.
- Die Regel und die Ausnahme. Essays zum Bauen, Planen und Ähnlichem. Hatje Cantz, Ostfildern 2011, ISBN 978-3-7757-3140-9.
- Paul Böhm. Buildings and Projects / Bauten und Projekte. Edition Axel Menges, Stuttgart/London 2017, ISBN 978-3-936681-85-7. (deutsch / englisch)
- Städtebau des Erinnerns. Mythen und Zitate westlicher Städte. Hatje Cantz, Berlin 2021, ISBN 978-3-7757-4720-2.

## Nachrufe (Auswahl)
- Nachruf von Daniel Lohmann, Professor an der TH Köln, auf den Seiten des BDA NRW
- Nachruf von Benedikt Kraft in der DBZ
- Nachruf von Peter Richter in der Süddeutschen Zeitung
- Nachruf von Nicola Kuhn im Tagesspiegel
- Falk Jaeger: Einfach sein ist schwierig. Zum Tod des Bauhistorikers und Architekturkritikers Wolfgang Pehnt. In: Frankfurter Allgemeine Zeitung vom 19. Oktober 2023
- Karin Berkemann: Wolfgang Pehnt ist verstorben. In: moderneREGIONAL. Abgerufen am 17. Oktober 2023.
- Baukultur Nordrhein Westfalen vom 23. Oktober 2023: Nachruf: Zum Tod von Wolfgang Pehnt, 1931-2023, von Ursula Kleefisch Jobst & Peter Köddermann